# آبشار امیری
آبشار امیری (شمس‌آباد) در منطقه امیری، در بخش لاریجان شهرستان آمل در استان مازندران ایران واقع است که از روستاهایی مانند هاره امیری نیز می‌توان به آنجا رسید.
این آبشار در مسیر جاده هراز و در منطقه‌ای متشکل از چندین روستا به نام منطقه امیری وجود دارد.
وجود آب فراوان و شکل خاص کوه‌ها باعث شده چشم‌اندازهای زیبایی از جمله آبشارها را به وجود آورد.
در جنوب‌شرقی منطقه امیری در ارتفاع ۱۹۸۰ متری از سطح دریا آبشار امیری قرار گرفته‌است که بیش از ۲۰ متر ارتفاع دارد. دسترسی به آبشار نیاز به ۱ ساعت پیاده‌روی از روستای امیری دارد. آبشار از بالای صخره‌ای بسیار بلند به صورت ۲ پله به پایین می‌ریزد.
عاشقان هاره امیری

## سرچشمه آبشار
سرچشمه آبشار شمس‌آباد چند کیلومتر بالاتر از آبشار، در کنار یک درخت بید سفید که به آن تک فک می‌گویند قرار دارد. البته منبع اصلی آب این آبشار، یخچال هاره می‌باشد.
موقعیت جغرافیایی

| عرض/طول       | موقعیت | حرف |
| ------------- | ------ | --- |
| عرض جغرافیایی | ۳۵۵۵۳۹ | N   |
| طول جغرافیایی | ۵۲۱۷۴۷ | E   |

## نگارخانه
تصاویری از آبشار امیری (شمس‌آباد) و سر چشمه آن:

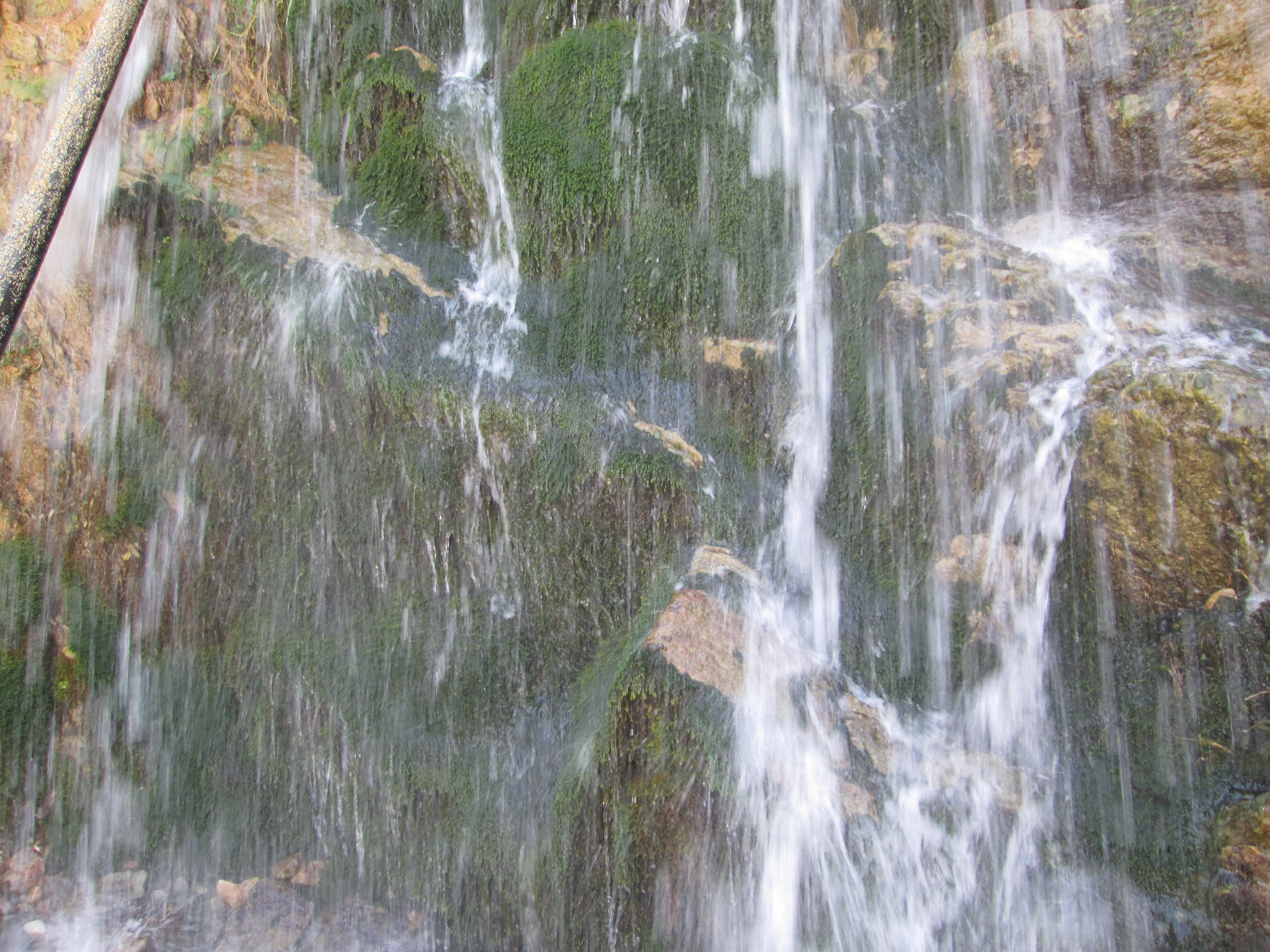
طبقه دوم آبشار امیری
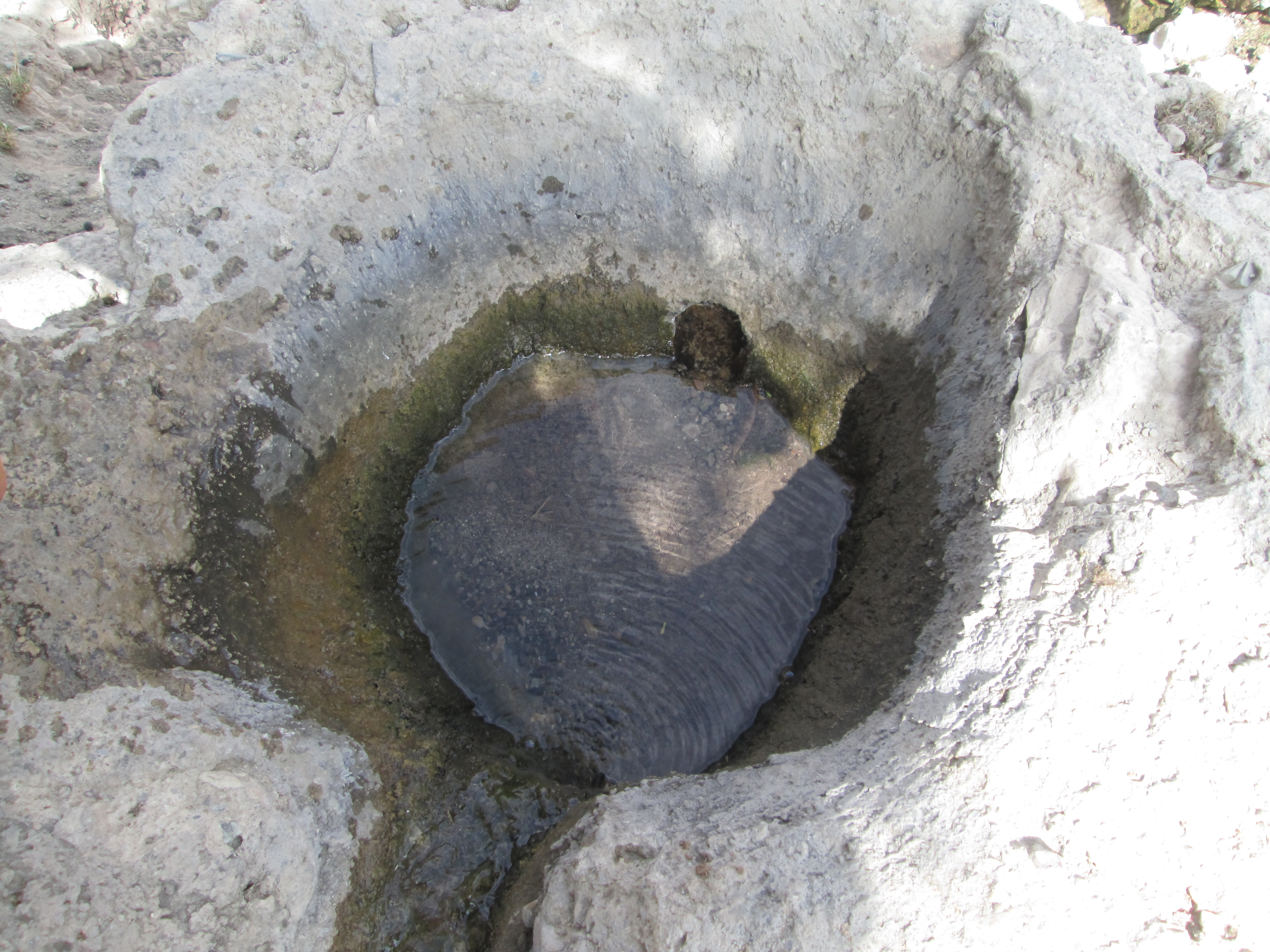
سرچشمه آبشار شمس‌آباد
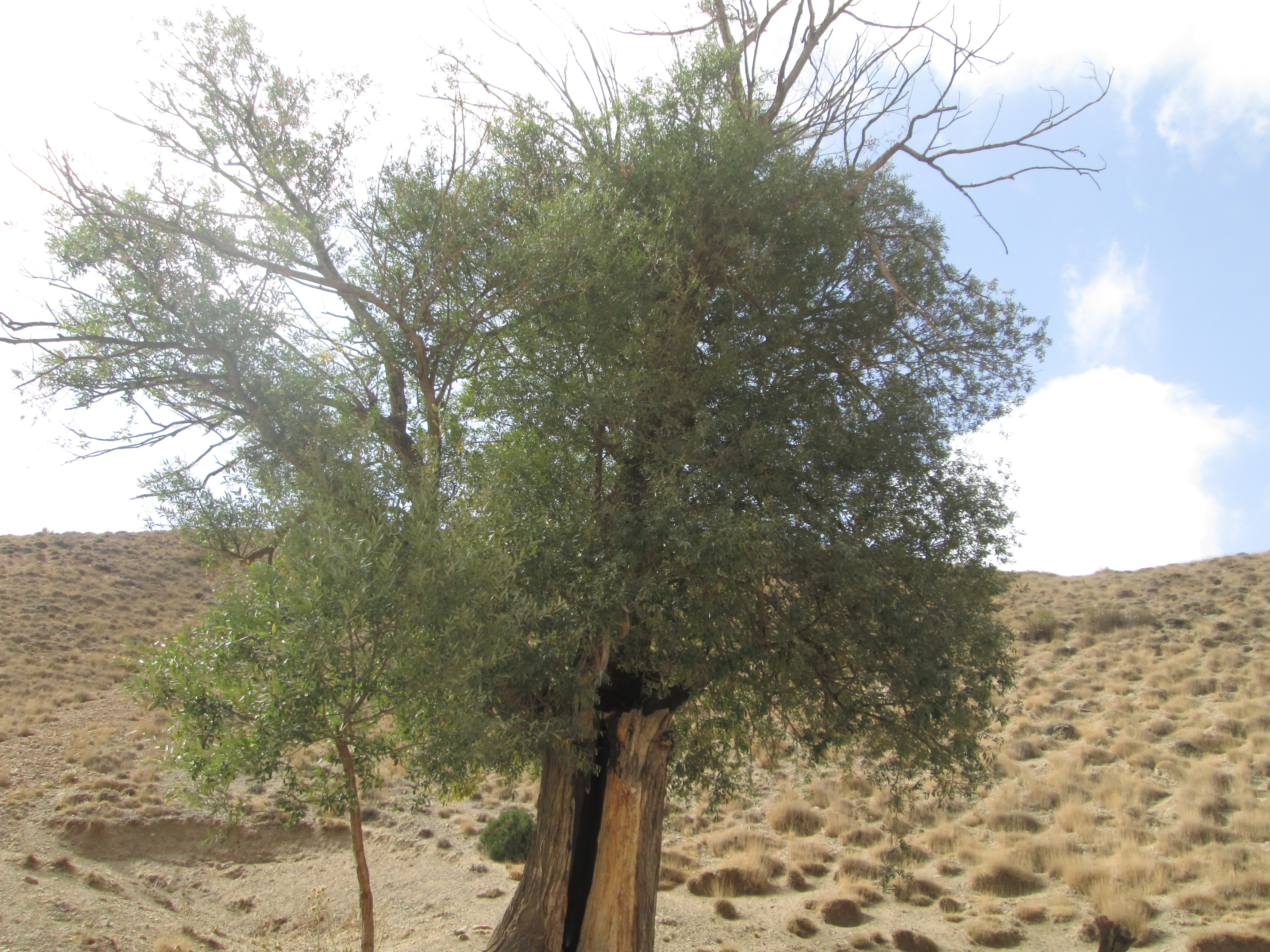
درخت تک فک
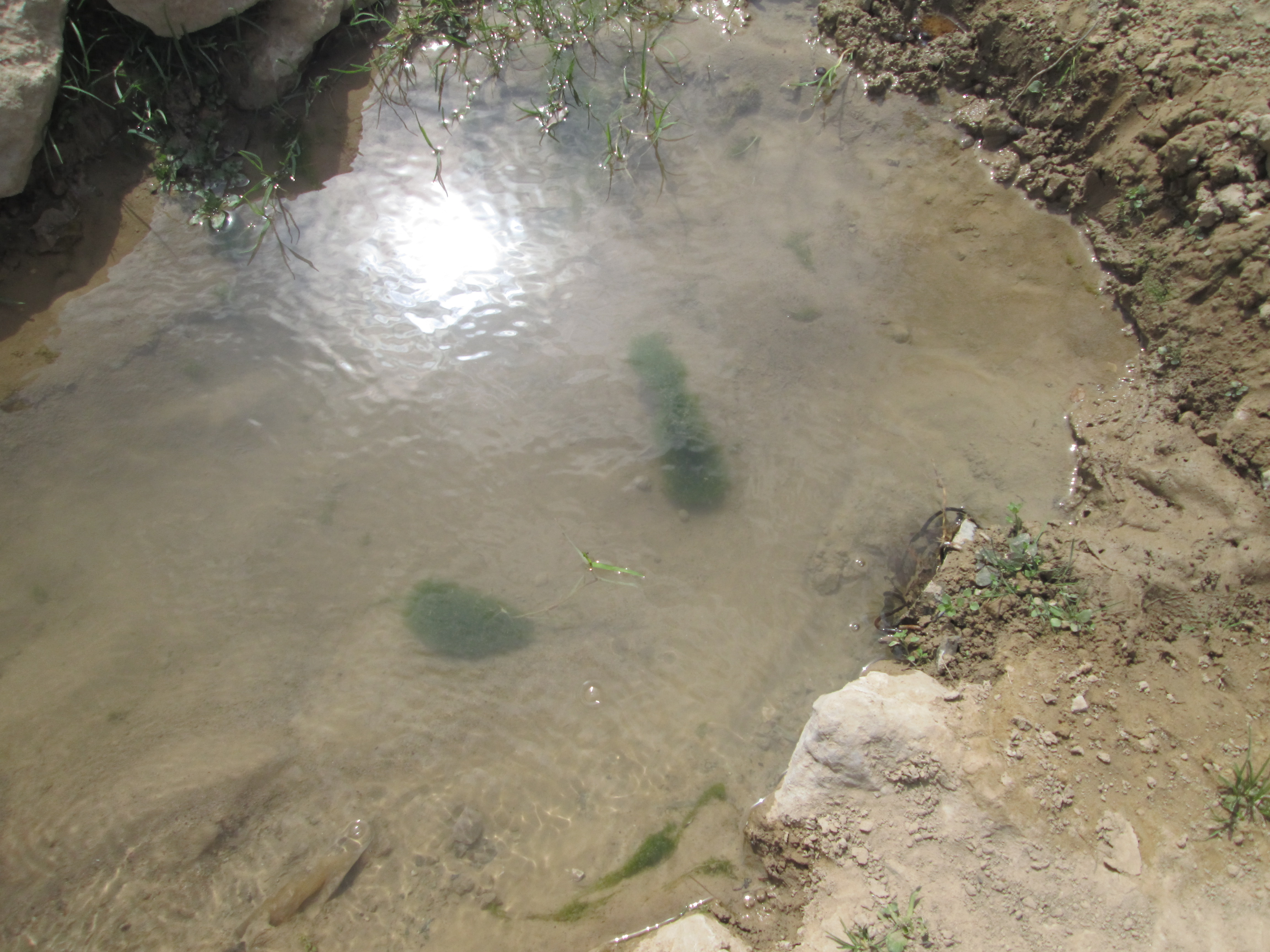
برکه‌ای نزدیک آبشار شمس آباد